# 武川乡
武川乡，是中华人民共和国甘肃省白银市白银区下辖的一个乡镇级行政单位。

## 行政区划
武川乡下辖以下地区：
武川新村社区、武川村、红岘村、独山村、崖渠村、中山村、宋梁村和新安村。